# Rodemack
Rodemack (deutsch Rodemachern, lothringisch Ruedemaacher) ist eine französische Gemeinde mit 1282 Einwohnern (Stand 1. Januar 2022) im Département Moselle in der Region Grand Est (bis 2015 Lothringen). Sie gehört dem Gemeindeverband Cattenom et Environs an.
Da seine mittelalterliche Substanz weitgehend erhalten ist, wird Rodemack auch das kleine lothringische Carcassonne (französisch La Petite Carcassonne Lorraine) genannt. Rodemack zählt zur Vereinigung der schönsten Dörfer Frankreichs (französisch Les plus beaux villages de France).

## Geografie
Rodemack liegt im Dreiländereck Frankreich-Luxemburg-Deutschland, etwa sechs Kilometer von der luxemburgischen und knapp zehn Kilometer von der deutschen Grenze entfernt.
Zu Rodemack gehören die Ortsteile Esing, Faulbach und Seming (1793: Simming).

## Geschichte
Vermutlich im 9. Jahrhundert schenkte Ludwig der Fromme das Gebiet dem Kloster Fulda. Die Fuldaer Mönche haben diese Schenkung aber nicht registriert (keine Einträge in den Urkundenverzeichnissen CDF, FUB und TAF). Da die Entfernung zwischen Fulda und Rodemack beträchtlich ist, tauschte Abt Huoggi von Fulda mehrere Güter gegen anderen Besitz mit Abt Reginas von Echternach. Das bestätigte König Ludwig das Kind im Jahr 907, wobei die Urkunde darauf hinweist, dass Rodemack früher Fuldaer Besitz war: "Rotinpach ... prius ad Fuldam pertinentia" (Regnum Francorum online D_LK 053). 907 ist bis heute das Jahr der ersten sicheren urkundlichen Erwähnung Rodemacks. 
1190 besetzte Arnoux I. das Gebiet und errichtete eine erste Burg an der Stelle der heutigen Burg. Die neuen Herren von Rodemachern/Rodemack, erstmals 1019 erwähnt, erweiterten ihre Herrschaft kriegerisch bis an die Grenzen von Metz.
1492 gingen alle Güter der Herren von Rodemachern an den Markgrafen Christoph I. von Baden über. Sein Enkel Christoph II. begründete die Seitenlinie Baden-Rodemachern. 1542 eroberte eine französische Armee die Festung. Durch den Vertrag von Crépy fiel Rodemack 1544 jedoch an Spanien. 1552 wurde der Ort wiederum französisches Gebiet, um 1559 durch den Vertrag von Cambresis wieder spanisch zu werden.
Dieses wechselhafte Schicksal zog sich weiter durch den Dreißigjährigen Krieg, nach dessen Ende die spanische Krone erneut das Sagen in Rodemack hatte. Es kam zu weiteren Besitzwechseln zwischen Frankreich und Spanien, bis Frankreich ab 1678 die Oberhand gewann. Der französische Anspruch wurde jedoch erst 1769 im Vertrag von Versailles bestätigt.
Im 18. Jahrhundert verwüstete eine Feuersbrunst zahlreiche Häuser von Rodemack.
1792 wurde Rodemack von den Truppen des Herzogs von Braunschweig eingenommen. Die Verteidiger durften auf Intervention von Marschall Luckner den Ort verlassen. Die letzte militärische Belagerung erfuhr Rodemack 1815 durch die Preußen, die sich nach erheblichen Verlusten jedoch zurückziehen mussten.
1821 wurde die Festung von Rodemack geschleift.

### Bevölkerungsentwicklung
| Jahr      | 1962 | 1968 | 1975 | 1982 | 1990 | 1999 | 2007 | 2019 |
| --------- | ---- | ---- | ---- | ---- | ---- | ---- | ---- | ---- |
| Einwohner | 534  | 506  | 488  | 650  | 771  | 804  | 1065 | 1265 |

## Sehenswürdigkeiten

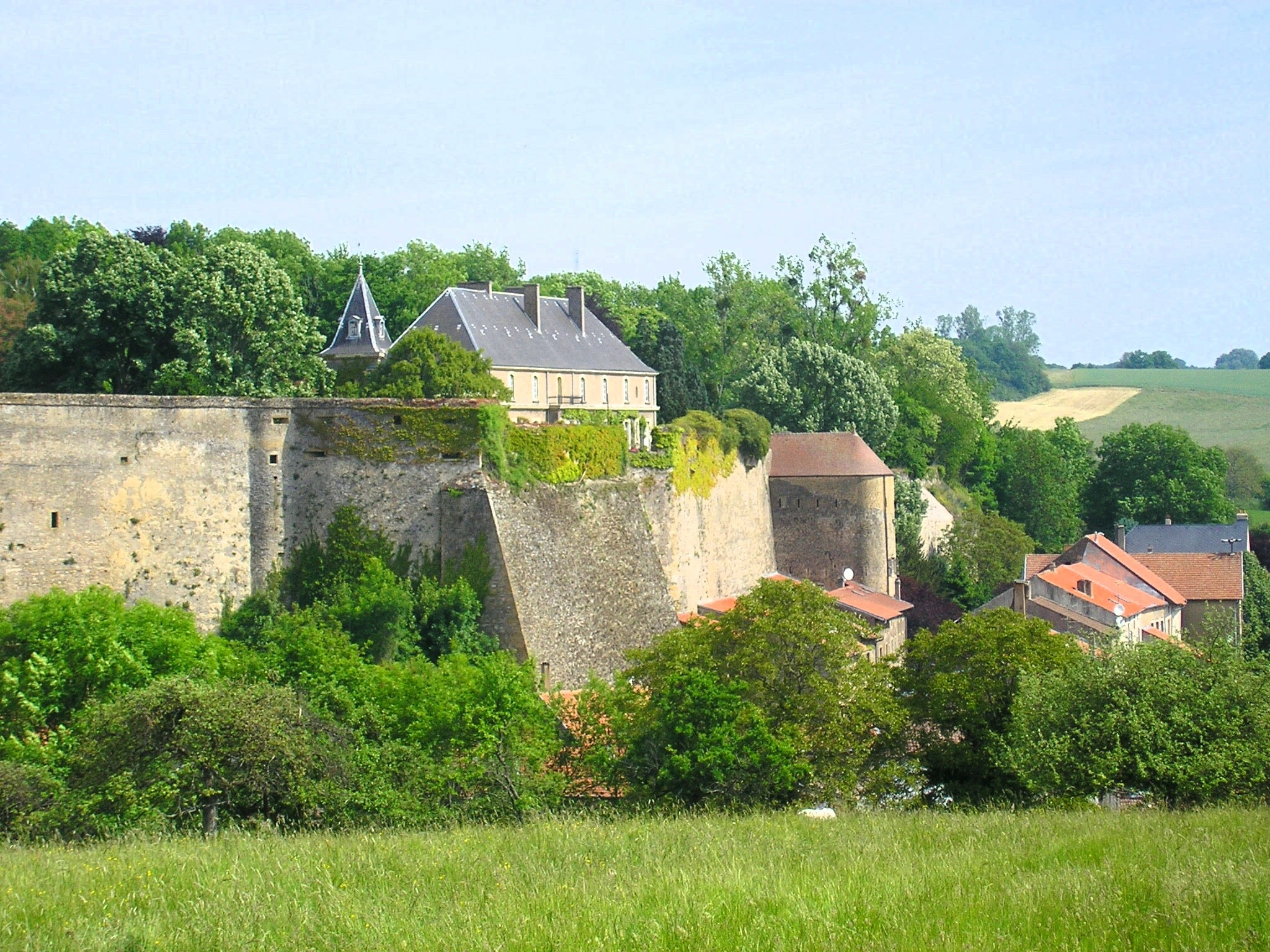
Schloss und Festungsmauern
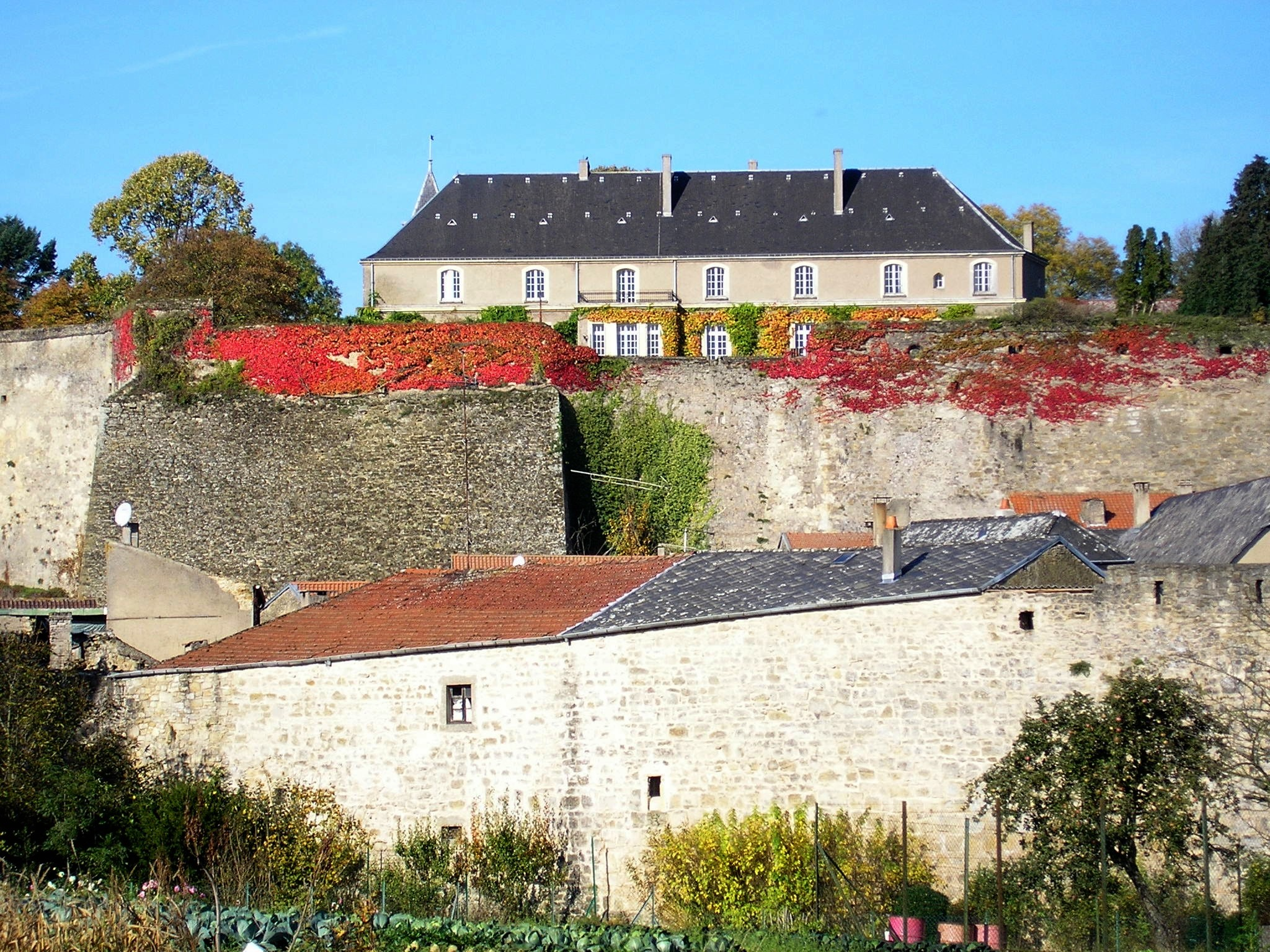
Schloss und Festungsmauern
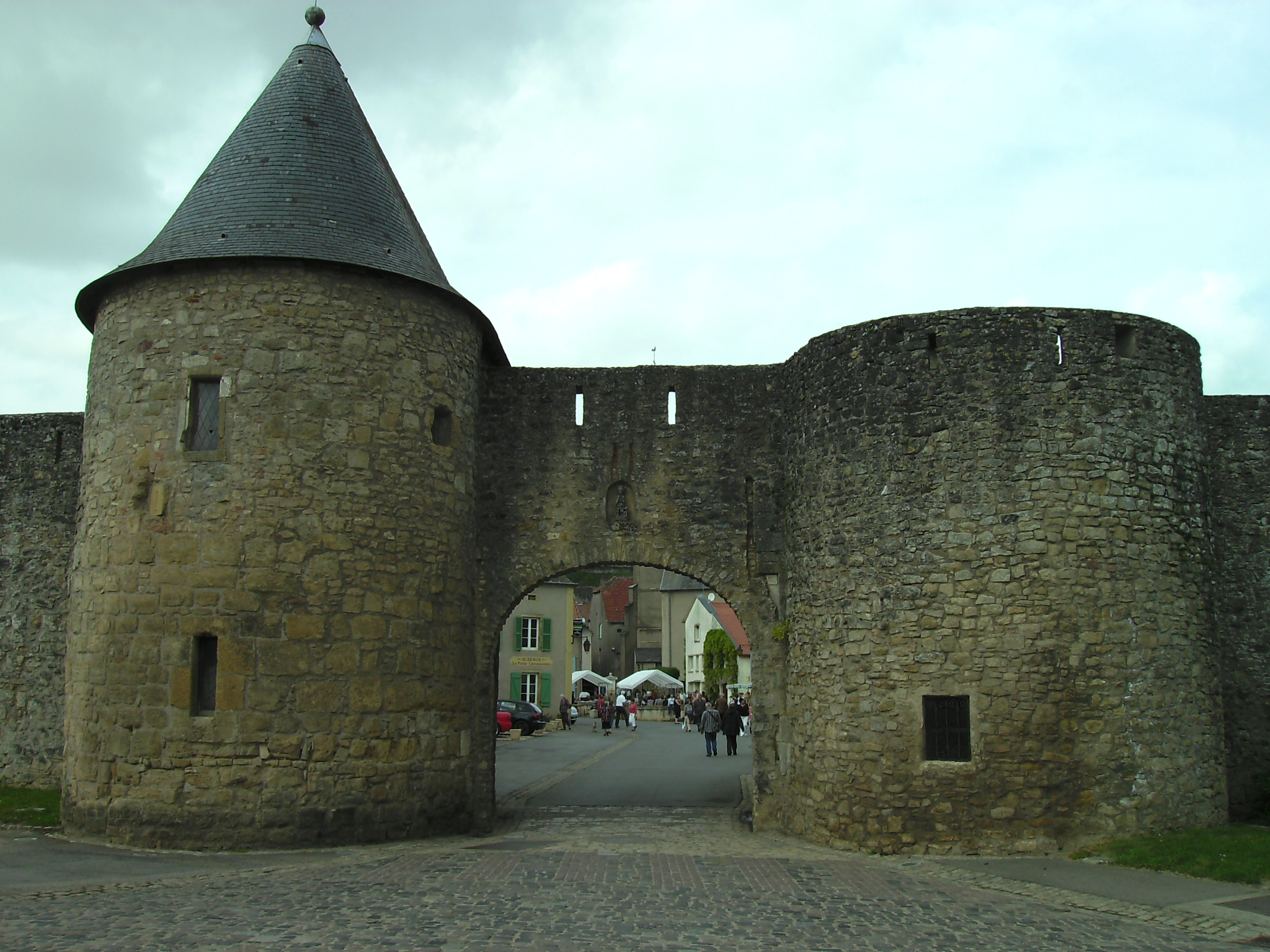
Porte de Sierck mit Marktplatz im Hintergrund (13. Jahrhundert)
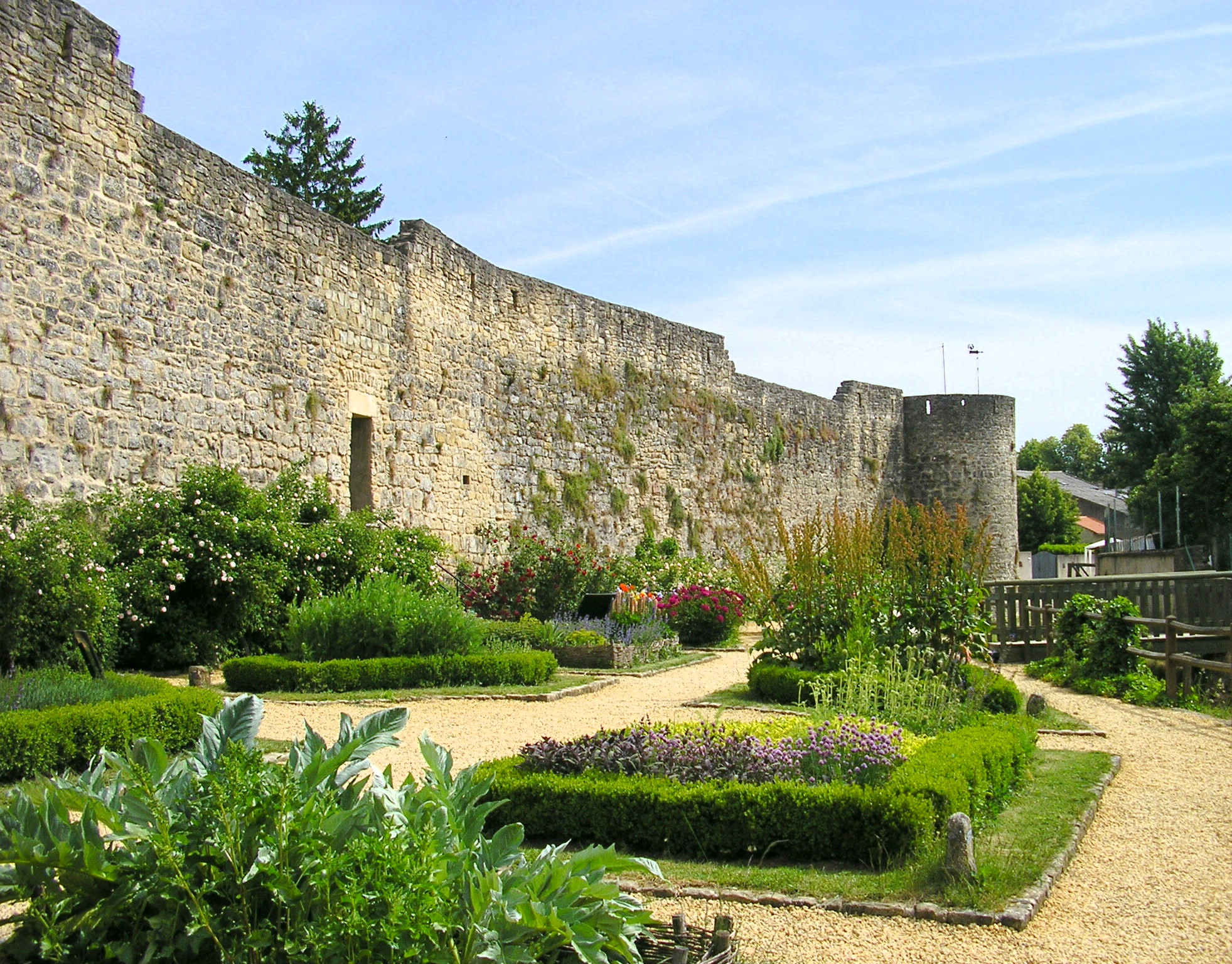
Mittelalterlicher Garten
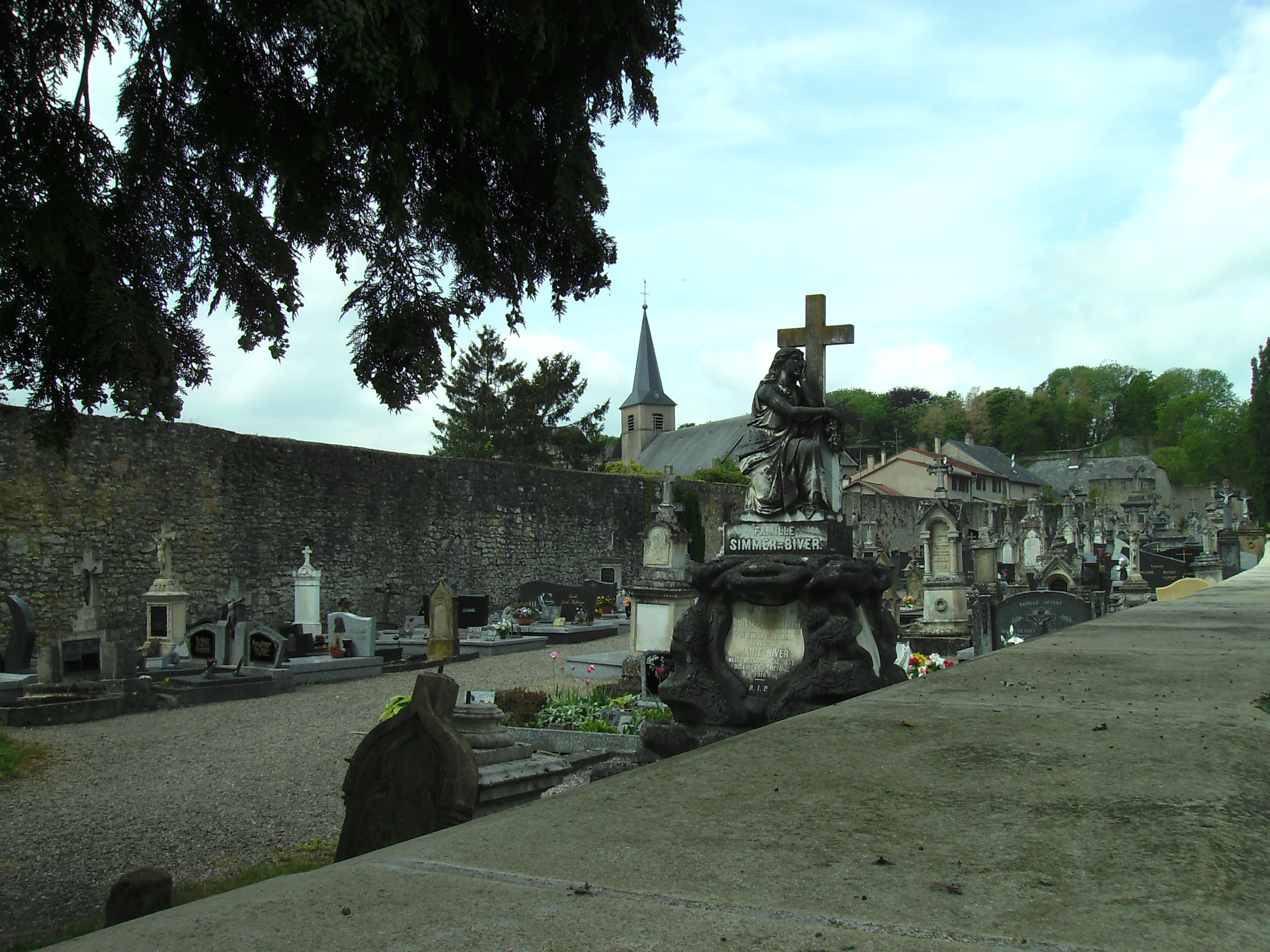
Alter Friedhof an der Stadtmauer
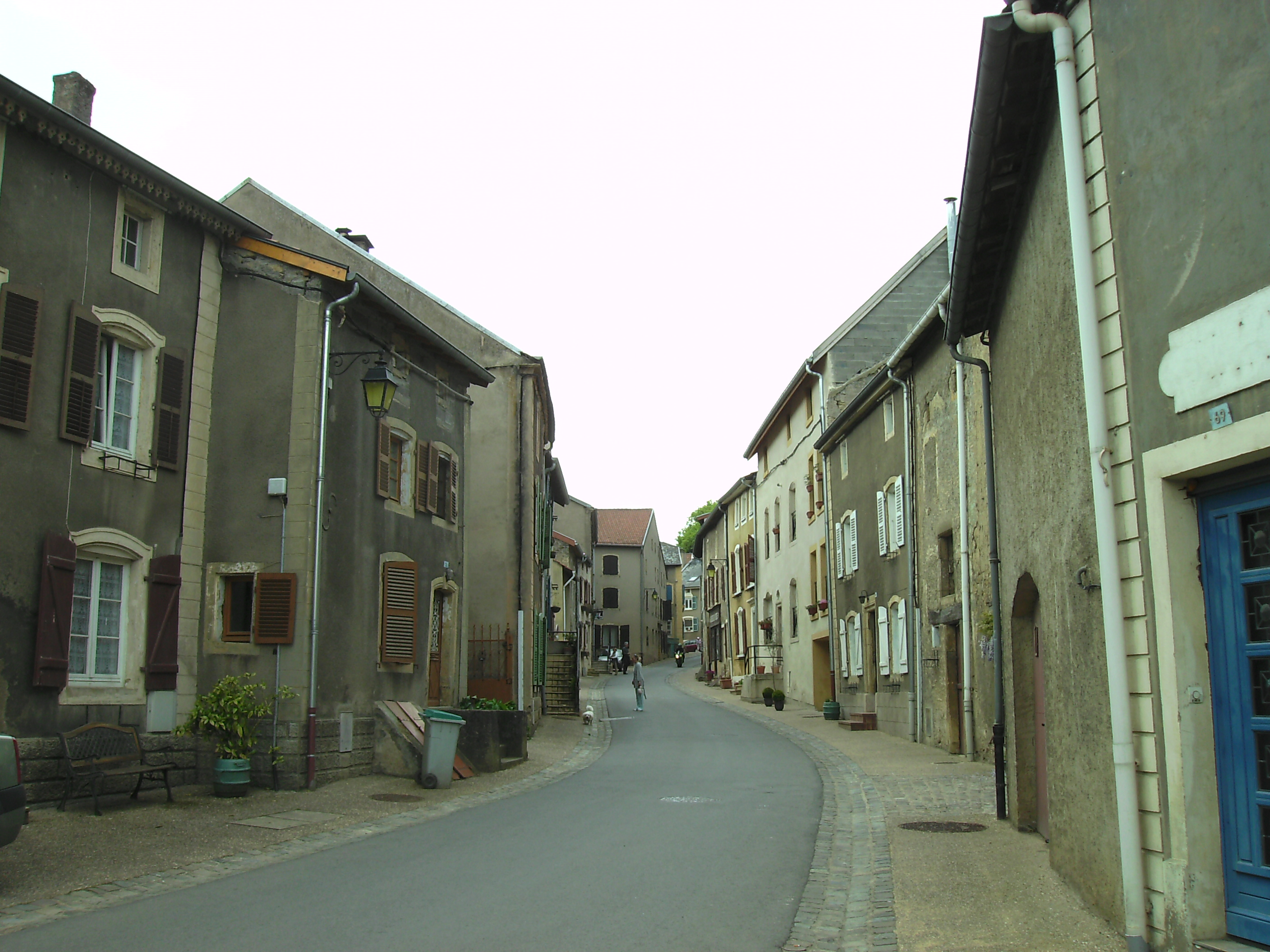
Typische alte Gasse im Dorfkern
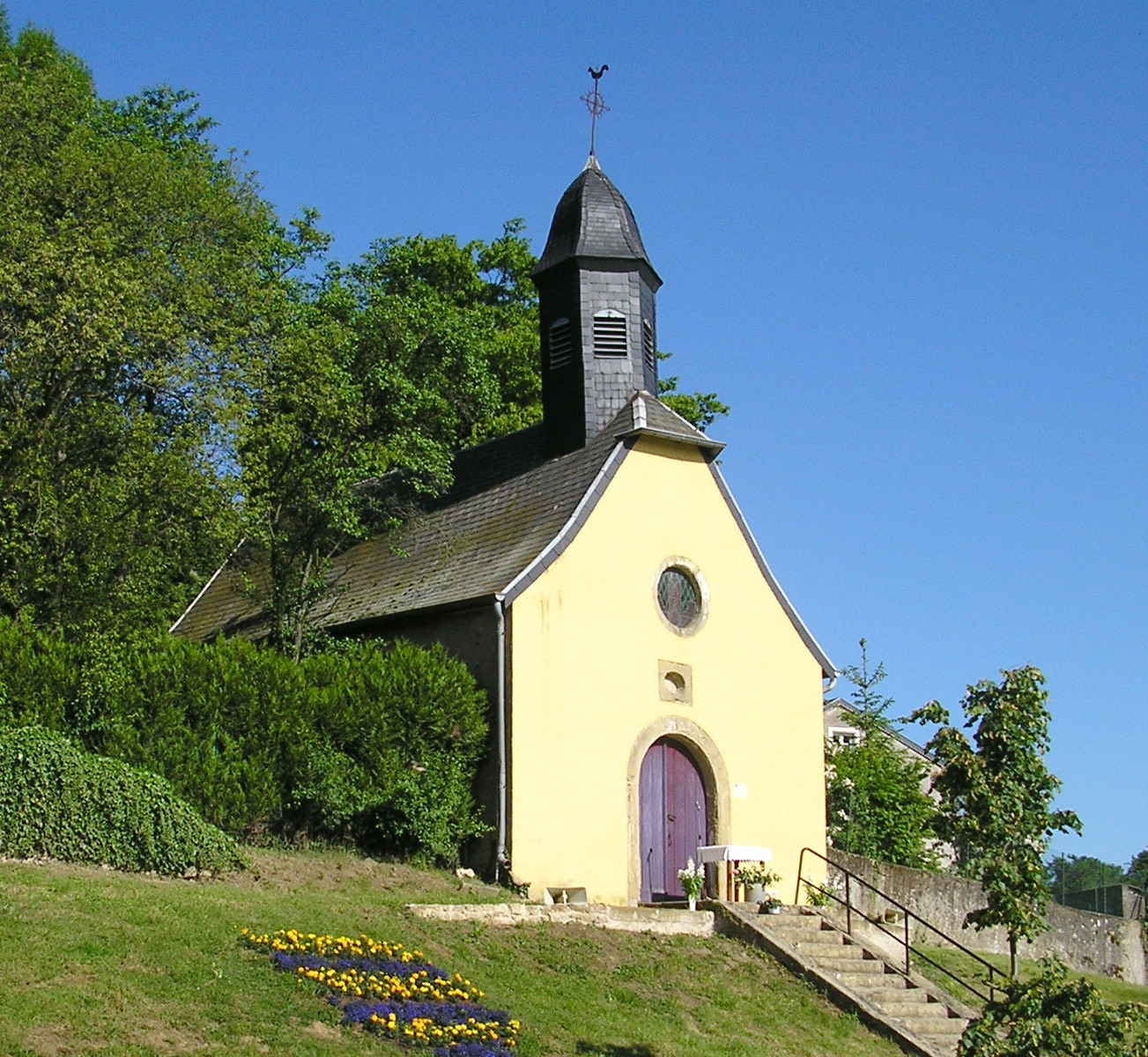
Kapelle Notre-Dame
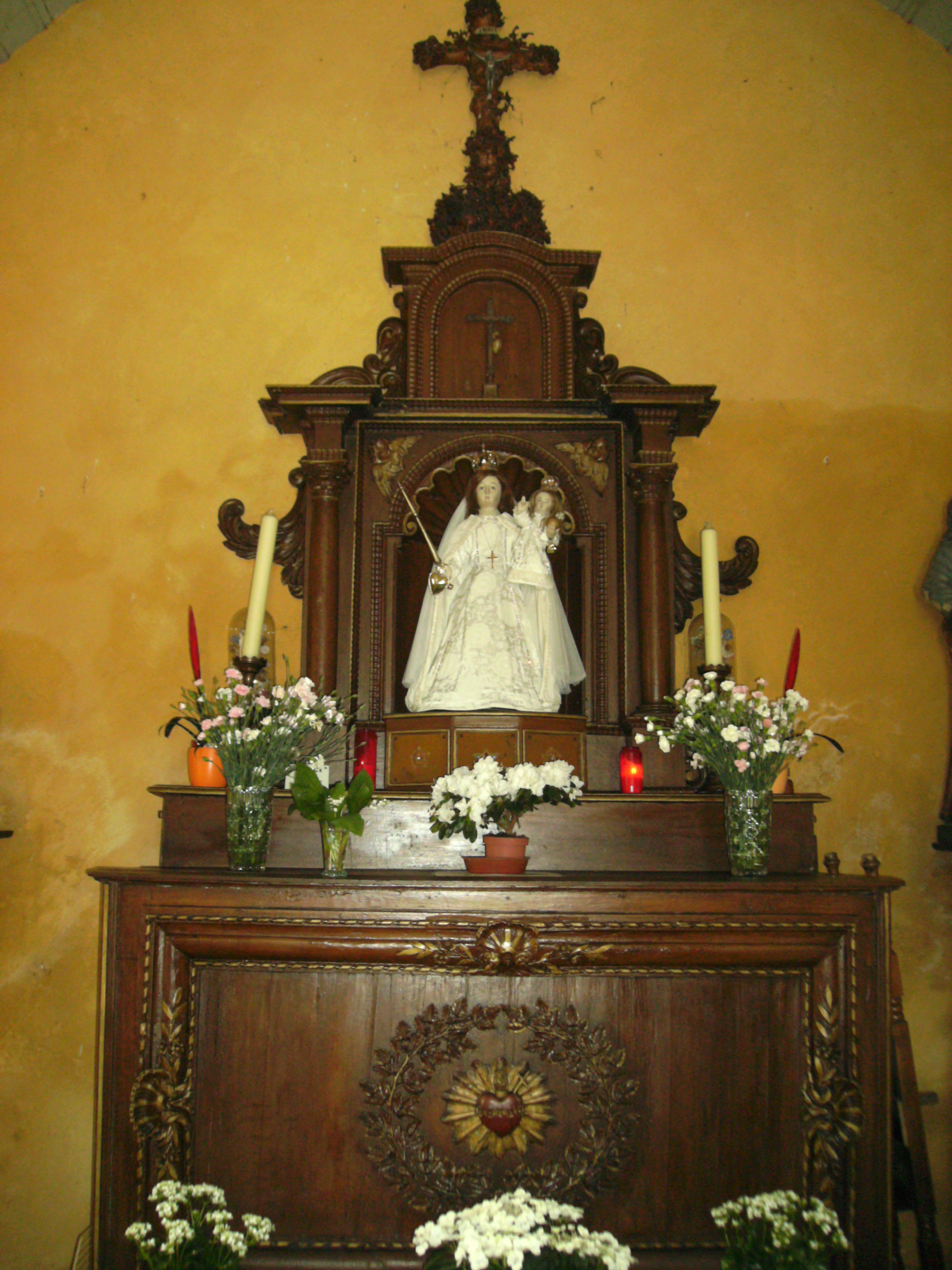
Holzschnitz-Altar der Kapelle Notre-Dame
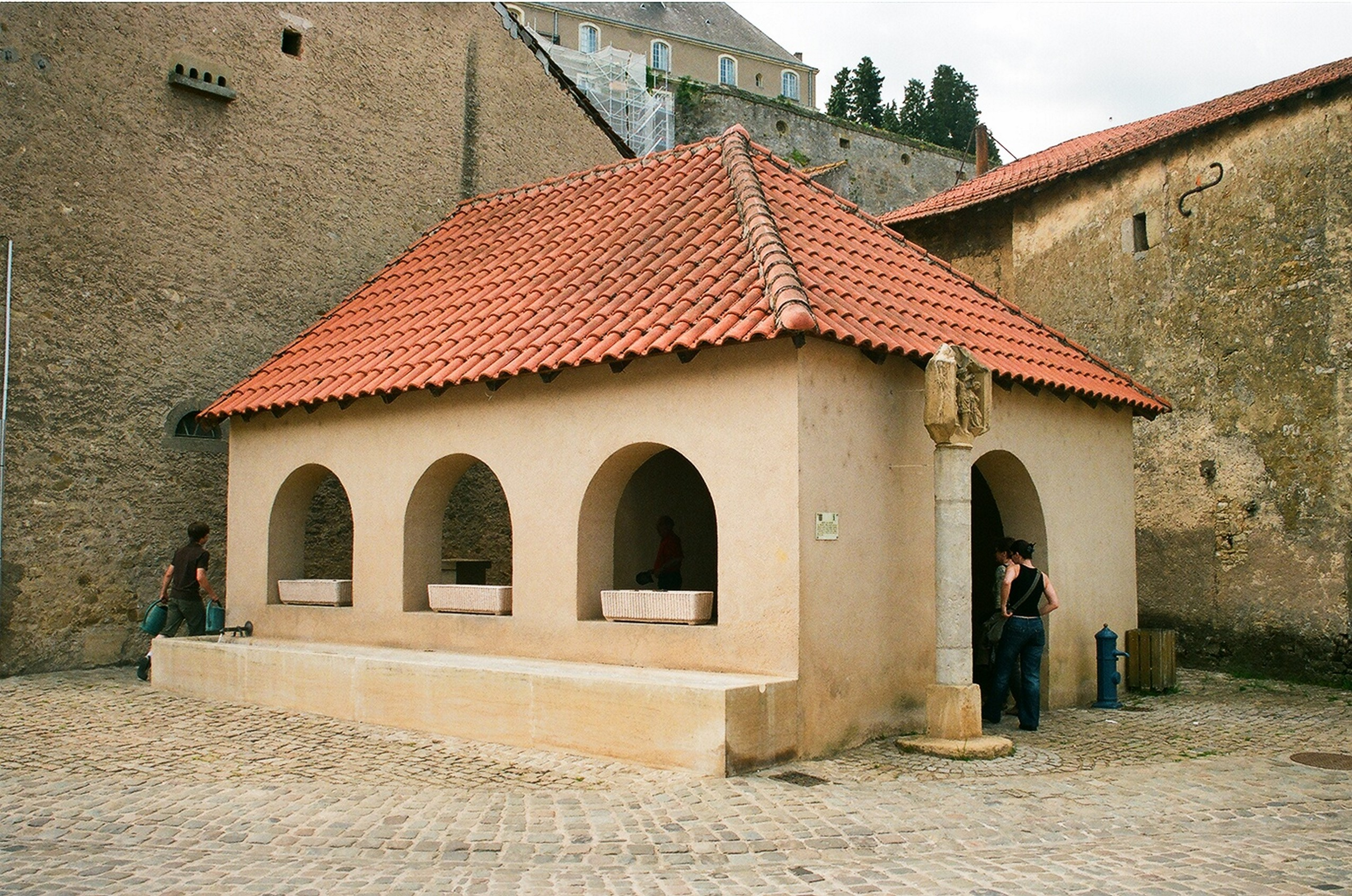
Lavoir
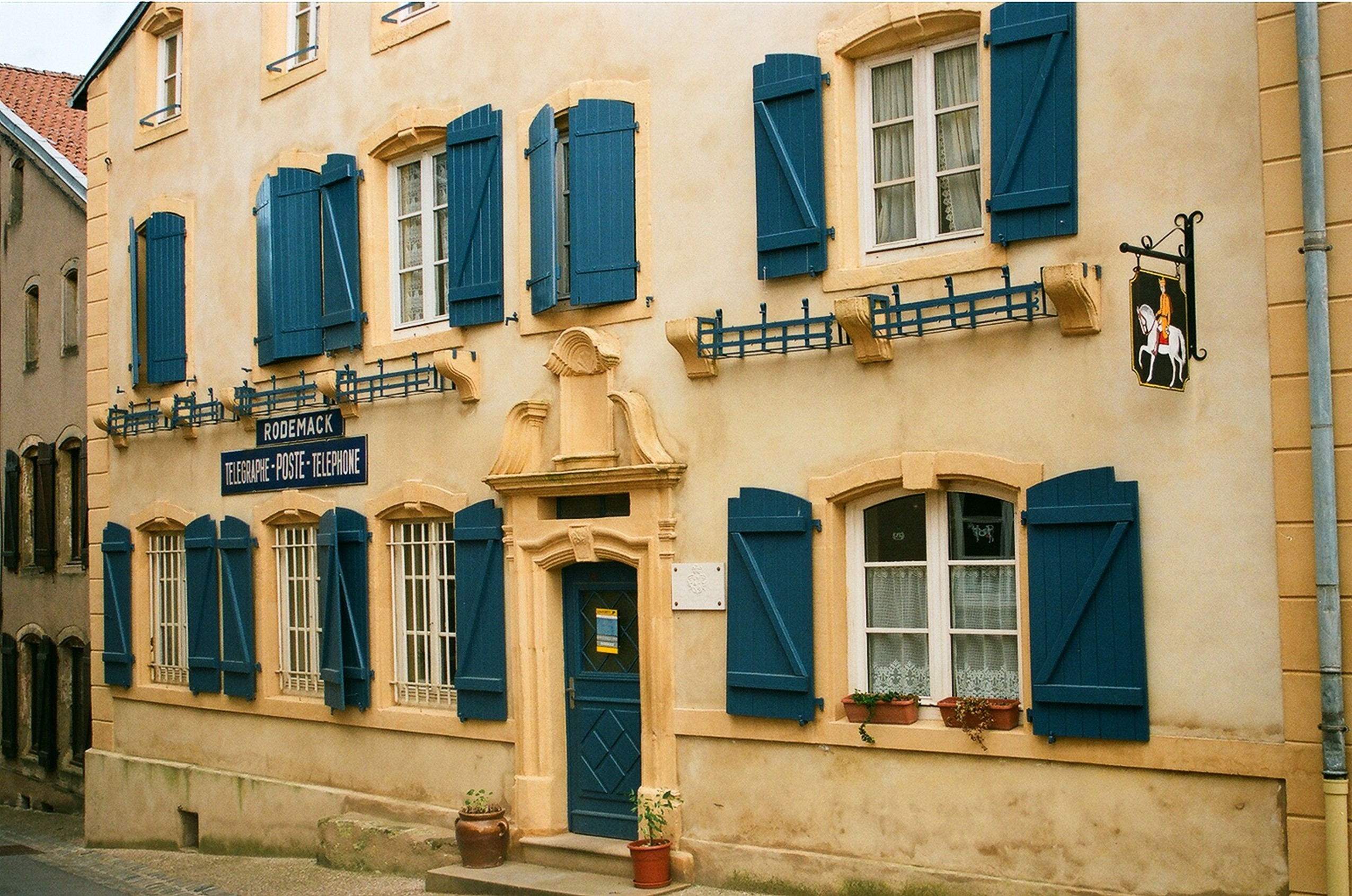
Historisches Postamt